# Venanzio Metildi de Celano
Venanzio Metildi de Celano OFM (zm. 18 lutego 1861 w Neapolu) – włoski kapłan, franciszkanin, setny według kolejności generał Zakonu Braci Mniejszych − franciszkanów.
Swój urząd sprawował od 30 sierpnia 1850 do 10 maja 1856. Erygował dekretem In regimine universi Ordinis z 12 maja 1855 prowincję Niepokalanego Poczęcia NMP w Prusach i w Wielkim Księstwie Poznańskim, obecnie pod nazwą Wniebowzięcia NMP w Polsce.